# Liste der Monuments historiques in Mézières-sur-Seine
Die Liste der Monuments historiques in Mézières-sur-Seine führt die Monuments historiques in der französischen Gemeinde Mézières-sur-Seine auf.

## Liste der Bauwerke
| Bezeichnung       | Beschreibung | Standort | Kennzeichnung | Schutzstatus | Datum | Bild           |
| ----------------- | ------------ | -------- | ------------- | ------------ | ----- | -------------- |
| Kirche St-Nicolas |              | (Lage)   | PA00087540    | Classé       | 1931  | weitere Bilder |

## Liste der Objekte

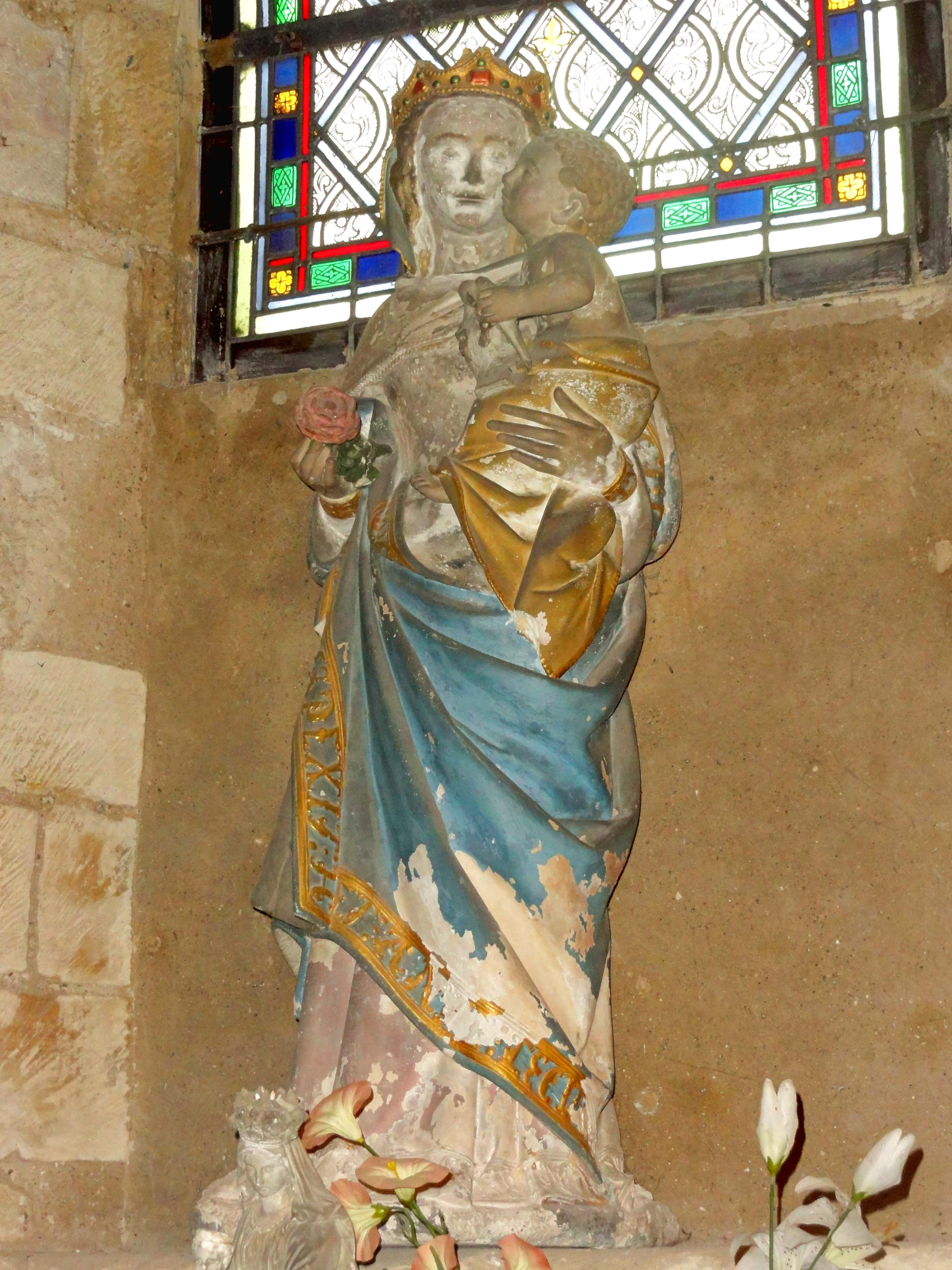
Skulptur Madonna mit Kind in der Kirche St-Nicolas

- Monuments historiques (Objekte) in Mézières-sur-Seine in der Base Palissy des französischen Kultusministeriums